# 法杰伊·别林斯高晋
法杰伊·法捷耶维奇·别林斯高晋（1778年8月18日—1852年1月25日），德语名法比安·戈特利布·本亚明·冯·贝林斯豪森，俄罗斯帝国海军中将及著名探险家，有波罗的海德意志人血统。他参与了俄罗斯的第一次环球航行，随后成为另一个环球航行探险队的领导者，该次航行发现了南极洲大陆，因此他是的南极洲大陆发现者之一。
别林斯高晋的航海生涯始于在波罗的海舰队的服役。在1803年至1806年参与俄罗斯的第一次环球航行时，他在亚当·约翰·冯·克鲁森施滕指挥的商船娜杰日达号（上服务。在结束这次环球航行后他出版了新探索地区和太平洋诸岛的地图集。 后来他指挥过几艘波罗的海舰队和黑海舰队的舰船。
作为一个著名制图师，别林斯高晋指挥了1818年至1821年期间的俄罗斯环球航行，意在探索南大洋并找到南极附近的陆地。此次探险由他的襄理米哈伊尔·拉扎列夫筹备，他也是单桅帆船米尔内号的船长。别林斯高晋则亲自指挥单桅帆船东方号。在这次探险期间，别林斯高晋和拉扎列夫在1820年1月28日成为第一批看到南极大陆的探险者。他们设法两次环游南极大陆，航行过程中两船均保持在对方视线之内。 因此他们驳斥了库克船长关于在南冰洋找不到陆地的说法。 探险队发现并命名了彼得一世岛、扎沃多夫斯基岛、列斯科夫岛和维索科伊岛以及南极半岛和亚历山大一世岛，并在太平洋的热带海域有了其他发现。
在结束环球航行返俄后，别林斯高晋参加了1828年至1829年期间的第八次俄土战争。晋升为中将之后，他再次在波罗的海舰队服役。自1839年起，别林斯高晋担任喀琅施塔得的军政总督直至去世。1831年，他出版了以自己南极探险经历为内容的书籍。俄国人将别林斯高晋作为他们最伟大的海军将领和探险家之一，南极地区的多个地名以别林斯高晋的名字来命名，以此纪念他在探索南极地区上做出的贡献。

## 出身和前期生涯

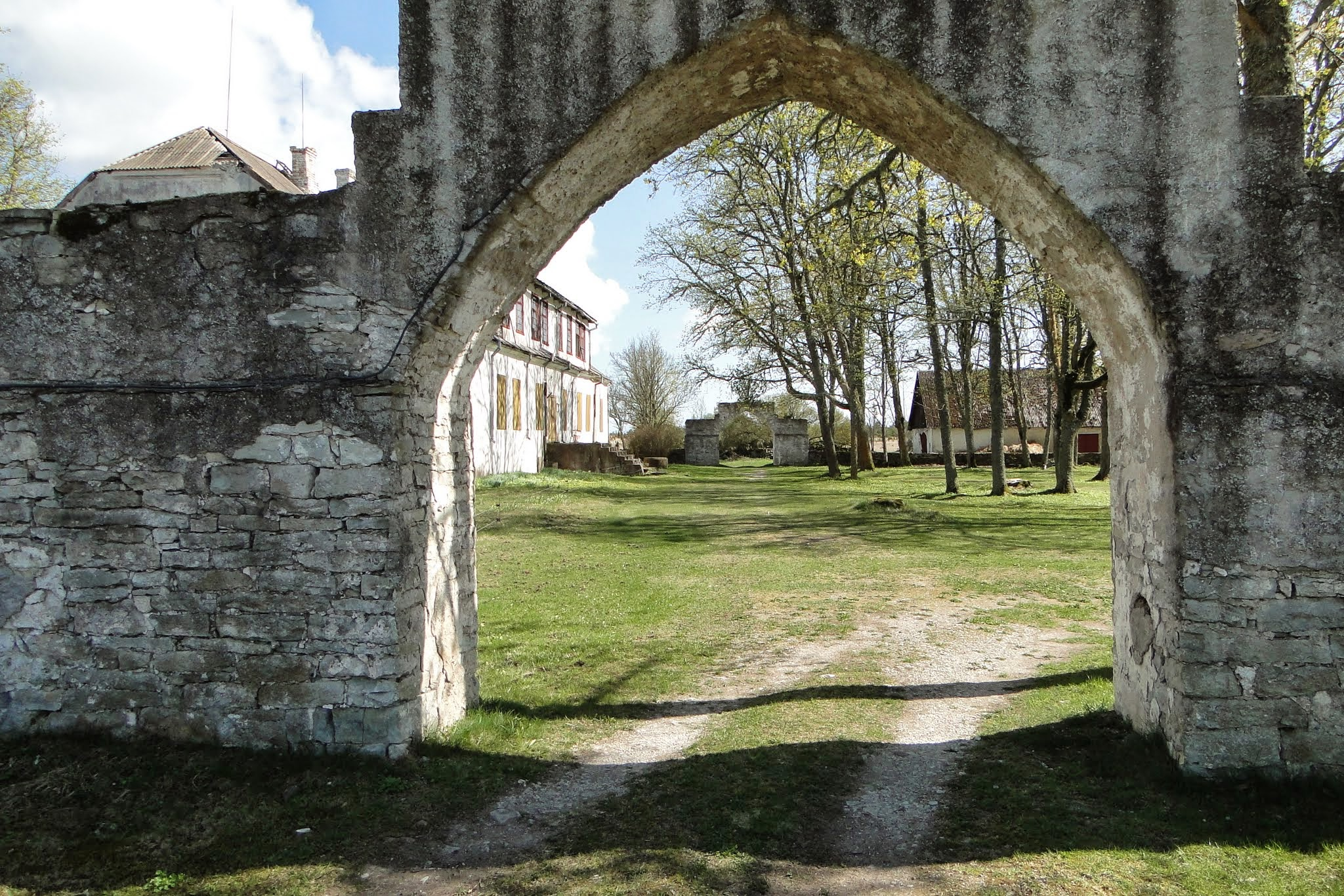
别林斯高晋家族在萨雷马岛上的庄园

别林斯高晋出生于一个波罗的海德意志人贵族家庭，出生地在当时的俄罗斯帝国利沃尼亚省的艾泽尔县（今爱沙尼亚萨雷县萨雷马岛）的拉赫塔古塞（Lahetaguse）庄园。别林斯高晋在十岁时作为学员进入俄罗斯帝国海军学习。十八岁时，他从喀琅施塔得海军学院毕业后，之后迅速升为船长。

## 第一次俄罗斯环球航行

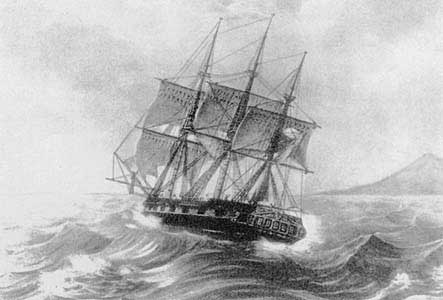
娜杰日达号，俄罗斯第一次环球航行时别林斯高晋正在该舰上担任军官

作为库克船长的崇拜者，别林斯高晋参加了1803年的第一次俄罗斯环球航行，当时他是由亚当·约翰·冯·克鲁森施滕担任船长的娜杰日达号（“希望”号）上的一名军官。1806年环球航行任务完成后，贝林斯豪森出版了此次航行新探索地区和太平洋岛屿的地图集。

## 出任船长
第一次俄罗斯环球航行后别林斯高晋继续在波罗的海和黑海指挥各种船只。 从1812年到1816年他指挥军舰密涅瓦号，从1817年至1819年指挥护卫舰芙洛拉号，两艘军舰均隶属黑海舰队。

## 俄罗斯第一次南极探险

别林斯高晋率领的第一次俄罗斯南极探险路线图

1819年沙皇亚历山大一世批准前往南极地区的探险，当局选择具有丰富船长和探险家经验并且也是一名杰出制图师的别林斯高晋领导这次探险。 这次探险旨在探索南大洋并在南极附近找到土地。 两艘进行南极探险的船只985吨的小型风帆战船沃斯托克号（“东方”号）和530吨的支援舰米爾尼号（“和平”号）上的准备工作由米哈伊尔·彼得罗维奇·拉扎列夫执行，别林斯高晋担任沃斯托克号的船长，拉扎列夫队长则是米爾尼号的船长。1819年6月4日他们从喀琅施塔得出发开始南极探险航行。
1819年9月5日船队驶离朴次茅斯，1820年1月26日驶入南极圈。1820年1月28日探险队在南纬69º21'28"西经2º14'50"接近南极海岸并发现南极大陆看到冰原。

## 遗产

### 以他名字命名的地理名称
- 咸海中曾经的别林斯高晋岛
- 南桑威奇群岛中的别林斯高晋岛
- 南冰洋中的别林斯高晋海
- 俄国（前苏联）设在南极洲乔治王岛上的基地别林斯高晋站
- 一个古老的板块别林斯高晋板块
- 拉普捷夫海中的法杰伊群岛是以别林斯高晋的名命名的
- 柳德米拉·切尔尼赫在1969年发现的微型行星3659别林斯高晋

## 備註
1. ↑  罗马化：；俄語發音：[fɐˈdʲej fɐˈdʲe(j)ɪvʲɪdʑ bʲɪlʲɪnzˈɡaʊzʲɪn]
2. ↑  德語發音：[ˈfaːbi̯aːn ˈɡɔtliːp ˈbɛnjamiːn fɔn ˈbɛlɪŋsˌhaʊ̯zn̩]